# پرت اند ویتنی جی‌تی۹دی
پرت اند ویتنی جی‌تی۹دی (به انگلیسی: Pratt & Whitney JT9D) یک موتور هواگرد ساختِ کارخانهٔ پرت اند ویتنی در کشور ایالات متحده آمریکا است . 